# Aspalathus nudiflora
Aspalathus nudiflora är en ärtväxtart som beskrevs av William Henry Harvey. Aspalathus nudiflora ingår i släktet Aspalathus och familjen ärtväxter. Inga underarter finns listade i Catalogue of Life.